# Jan Sikorski (duchowny)

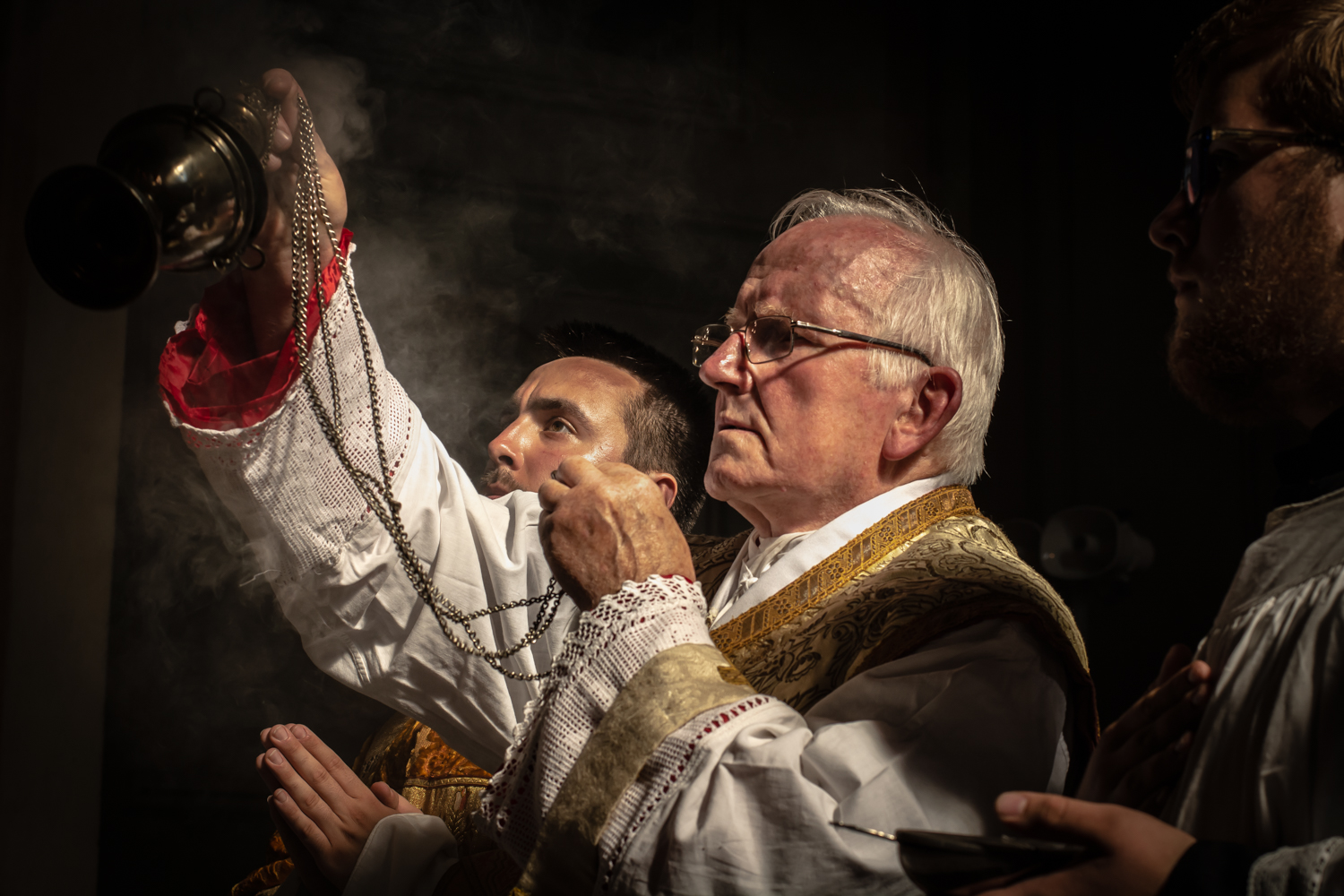
Jan Sikorski odprawia Mszę w trakcie pielgrzymki "Siedemnastek".

Jan Andrzej Sikorski (ur. 12 listopada 1935 w Kaliszu) – duchowny katolicki, kapłan archidiecezji warszawskiej, doktor teologii, honorowy prałat Jego Świątobliwości, pierwszy naczelny kapelan Duszpasterstwa Więziennego RP, od 2011 protonotariusz apostolski.

## Zarys biografii
W Kaliszu uczęszczał do Liceum Ogólnokształcącego im. Adama Asnyka. W 1952 wstąpił do seminarium duchownego w Warszawie, gdzie 6 lat później przyjął święcenia kapłańskie. Jako wikariusz posługiwał kolejno w parafiach: św. Jakuba Apostoła w Skierniewicach (1957–1964) i św. Michała Archanioła w Warszawie na Mokotowie (1964-1979). W 1979 został mianowany ojcem duchownym w seminarium warszawskim. Funkcję tę spełniał do 1985, kiedy to otrzymał nominację na proboszcza parafii św. Józefa Oblubieńca NMP w Warszawie na Kole. W parafii tej rozwinął bardzo bogatą działalność duszpasterską, przejawiającą się głównie w zakładaniu i wspieraniu licznych wspólnot formacyjnych i modlitewnych, wzbogacaniu uroczystości kościelnych różnymi ciekawymi inicjatywami i ustanowieniem całodobowej adoracji, która rozsławiła kościół na Kole i trwa do dziś. W 2006 zasłużony i ceniony przez wiernych ks. Sikorski przeszedł na emeryturę i został rezydentem przy swojej byłej parafii. Na niespełna rok wyjechał na Ukrainę, by działać jako ojciec duchowny w seminarium kijowskim. Powrócił wiosną 2007, gdyż został mianowany ojcem duchownym duchowieństwa archidiecezji warszawskiej. Od 2017 roku odprawia Msze święte w klasycznym rycie rzymskim dla młodzieży warszawskiej związanej z Tradycją Łacińską.
W 2023 r został wyróżniony przez Instytut Pamięci Narodowej tytułem „Kustosz Pamięci Narodowej”.

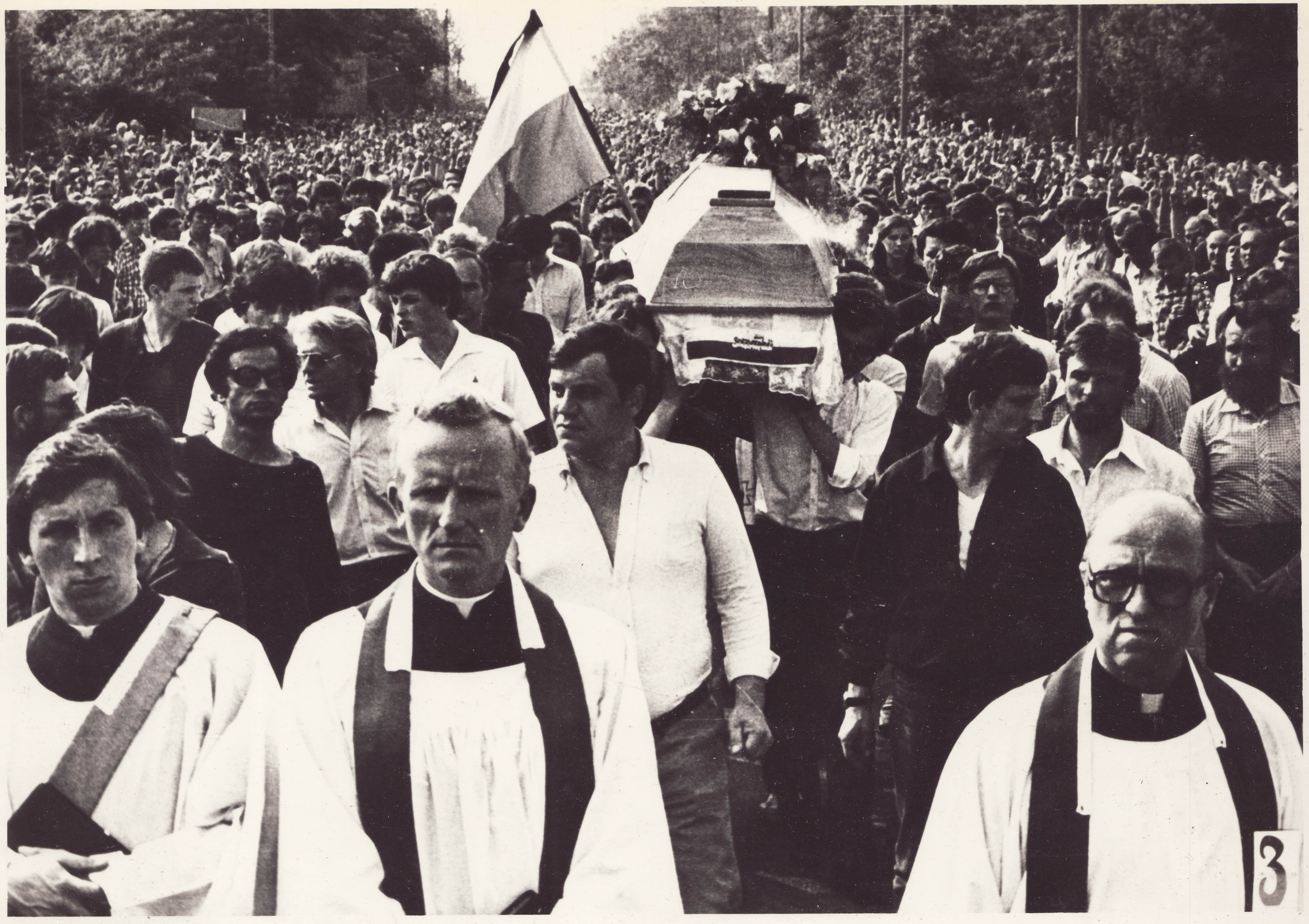
Jan Sikorski (w pierwszym rzędzie pośrodku) podczas pogrzebu Grzegorza Przemyka

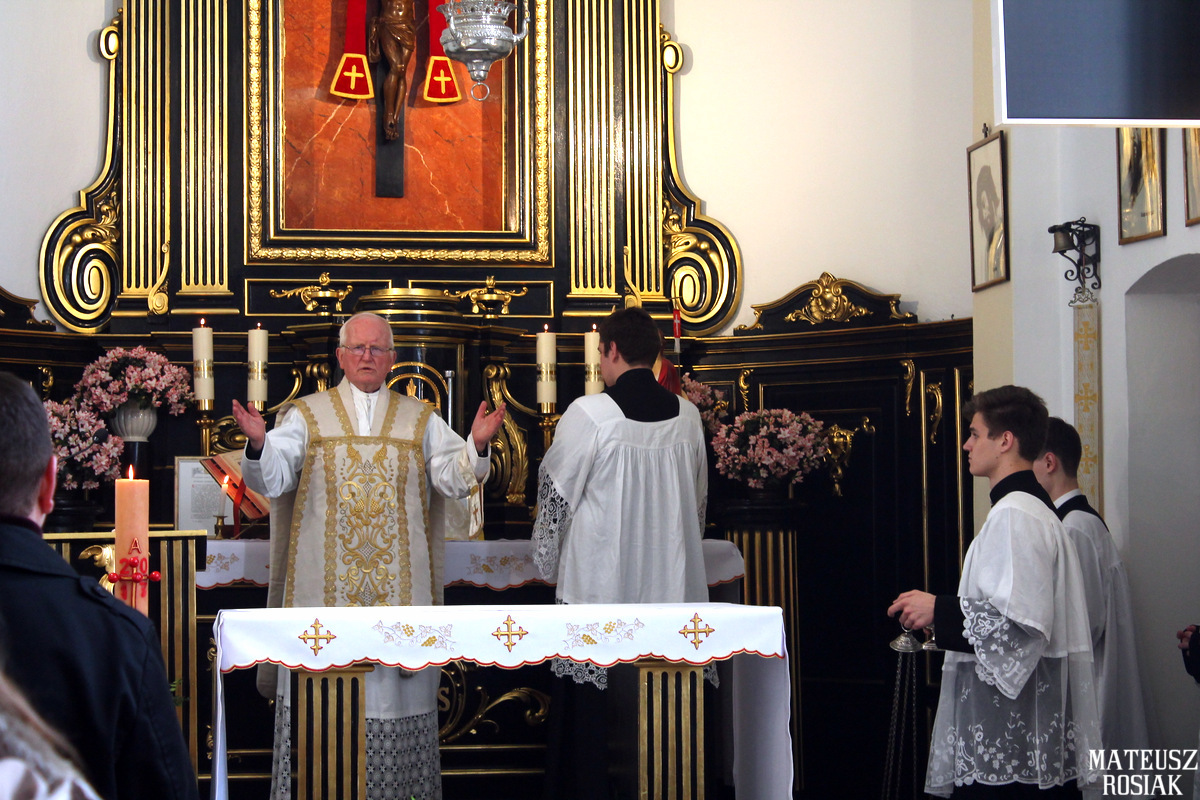
Jan Sikorski odprawia Mszę Świętą dla młodzieży, 2017

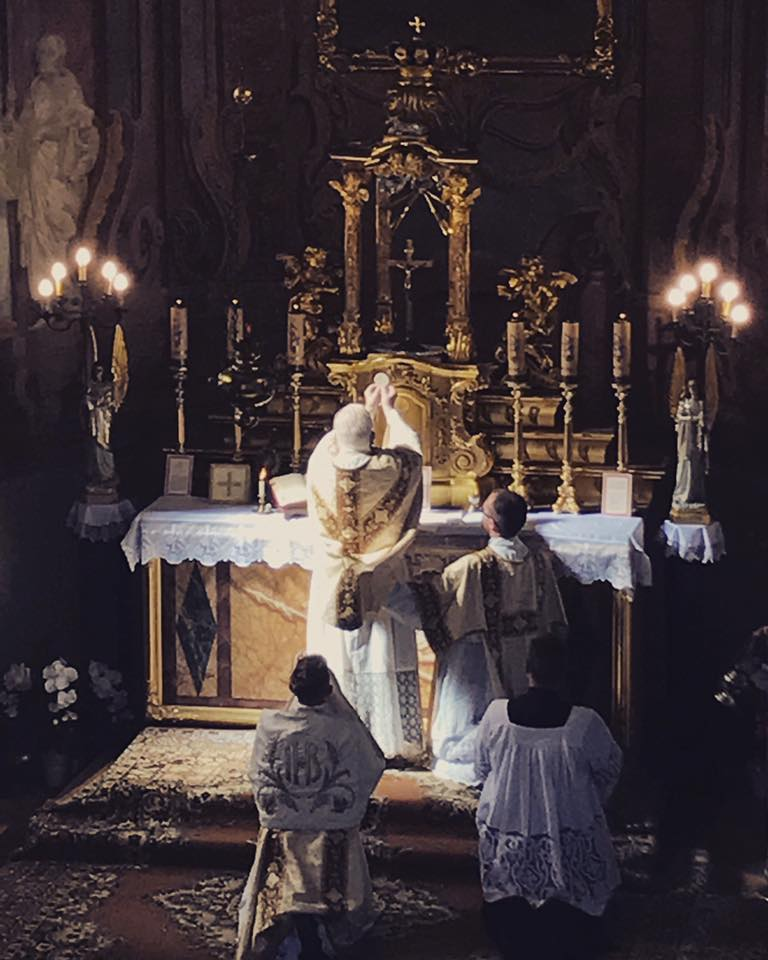
Jan Sikorski odprawia Mszę Świętą na pielgrzymce akademickiej dla grupy Biało-Czarno-Czerwonej, 2017

## Pomoc internowanym i msze za Ojczyznę
Pod koniec 1981 ks. Sikorski został oddelegowany przez prymasa Józefa Glempa do duszpasterstwa wśród internowanych w więzieniu na warszawskiej Białołęce, a po śmierci ks. Jerzego Popiełuszki (1984), został odpowiedzialnym za odprawianie mszy św. za Ojczyznę w kościele św. Stanisława Kostki na Żoliborzu. Był też honorowym kapelanem „Solidarności” regionu Mazowsze.

## Duszpasterstwo więzienne
Obowiązki proboszcza ks. Sikorski godził z równie aktywną działalnością na rzecz opieki duszpasterskiej nad więźniami. W latach 1990–2001 sprawował godność naczelnego kapelana Więziennictwa RP. Jest współtwórcą Bractwa Więziennego – grupy zajmującej się religijną i materialną pomocą więźniom i ich rodzinom.

## Nagrody, odznaczenia, tytuły[potrzebnyprzypis]
- Krzyż Wielki Orderu Odrodzenia Polski (2022)[2]
- Krzyż Oficerski Orderu Odrodzenia Polski – „za wybitne zasługi w działalności na rzecz przemian demokratycznych w Polsce” (2007)[3]
- Złoty Krzyż Zasługi (2001)[4]
- Kustosz Pamięci Narodowej (2023)[5]
- Odznaka honorowa "Działacza opozycji antykomunistycznej lub osoby represjonowanej z powodów politycznych" (2021)
- Medal Stulecia Odzyskanej Niepodległości (2019)[6]
- Order Świętego Pawła Apostoła - Patrona Służby Więziennej (2019)
- Krzyż Wolności i Solidarności (2019)[7]
- Medal „Pro Bono Poloniae” (2018)[8]
- Medal "Pro Patria" (2016)
- Złota Odznaka za Zasługi dla Związku Sybiraków (2015)
- Order Prymasowski „Ecclesiae populoque servitium praestanti” (2006)[9]
- Zasłużony dla Stołecznego Miasta Warszawy (2005)[10]
- Pierścień Golgoty Wschodu (2002)
- Złota Odznaka "Za Zasługi w Pracy Penitencjarnej" (2000)
- Warszawianin Roku (1994)
- Złota Odznaka "W Służbie Penitencjarnej" (1993)
- Medal świętego Jerzego („Tygodnik Powszechny”)[11]
- Medal Tygodnika „Niedziela”
- Medal 25-lecia Solidarności Regionu Mazowsze
- Medal Solidarności MZK
- Medal za zasługi dla integracji edukacyjnej
- przywilej noszenia rokiety, mantoletu i pierścienia
- Kapelan i prałat honorowy Jego Świątobliwości
- Honorowy Przyjaciel Kalisza (2013)

## Publikacje
- Kierowanie parafią wg metody „zarządzanie przez cele”, Warszawa 1983
- Brewiarz dla świeckich, Warszawa 1988 (5 wydań)
- Artykuły i wywiady, m.in. w „Ateneum Kapłańskim”, „Collectanea Theologica”, „Wiadomościach Archidiecezjalnych Warszawskich”, „Tygodniku Powszechnym”, „Ładzie”, „Polityce” oraz prasie codziennej krajowej i zagranicznej
- Ewa Jędrzejowska, Wspomnienia księdza Jana, Warszawa 2015, ISBN 978-83-942676-0-5
- Emilia Jakubowska, Z księdzem Janem Sikorskim rozmowy o życiu i Warszawie, Wydawnictwo Diecezji Siedleckiej Unitas, Siedlce 2109, ISBN 978-83-66175-14-3

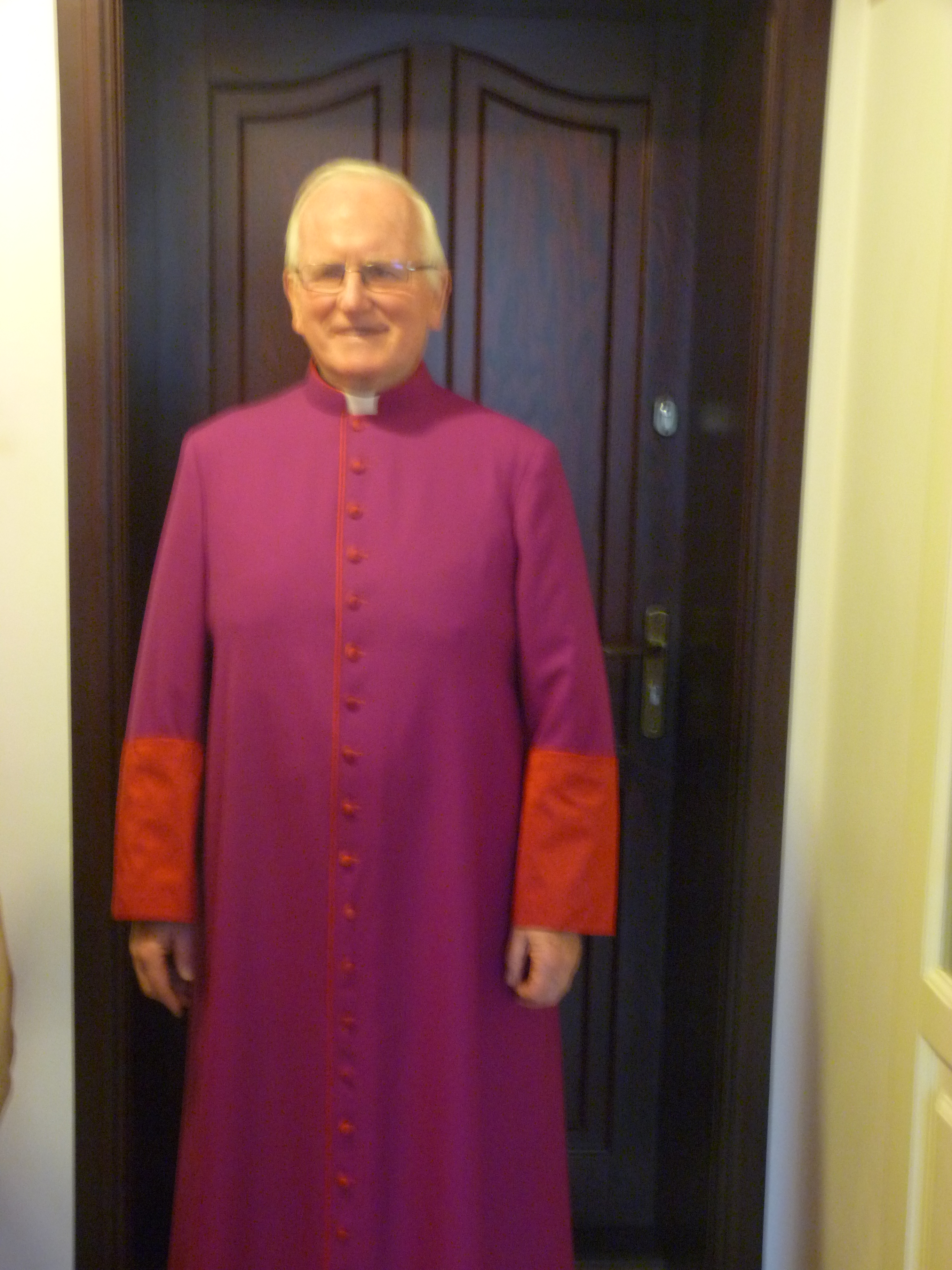
Jan Sikorski w sutannie chórowej